# تينغارتيا
تينغارتيا (بالإنجليزية: Tingartia) كانت مدينة رومانية بربرية في موريتانيا القيصرية. تقع في مدينة تيارت الحالية بالجزائر.